# De nacht van San Rocco
De nacht van San Rocco is een hoorspel naar de novelle van Cesare Pavese. In een vertaling van Corinna van Schendel zond de NCRV het uit op vrijdag 10 mei 1968, ls tiende in de reeks Sterker dan de tijd. De mooiste verhalen in radiostijl (redactie: Dr. C. Rijnsdorp). De regisseur was Wim Paauw. De uitzending duurde 38 minuten.

## Rolbezetting
- Hans Veerman (meneer, een leraar)
- Huib Orizand (de pater)
- Hans Karsenbarg (Biscione)
- Dogi Rugani (vrouw)
- Nel Snel (Adèle)

## Inhoud
Het is “De nacht van San Rocco”, de grote nacht van de dorpskermis. Bij het erf van de kloosterboerderij - waar de pater de scepter zwaait over drie moeilijk opvoedbare jongens - ligt een mesthoop. Met opgebonden soutane staat hij met een stok in een ton fecaliën te roeren. De jongens, op hun blote voeten, zijn bezig het laatste stuk van het erf schoon te vegen. Telkens als de pater zijn hoofd over de ton buigt, slaan ze elkaar met de takkenbezem om de oren. Er staat nog een geopende ton op het erf. Ook daaruit komt een broeierige en pittige walm omhoog. Een van de jongens wil zijn bezem erin dopen om zijn kornuiten met fecaliën in te smeren. De avond is koel en stil. Soms worden flarden van de kermis hoorbaar, golvend op de wind. “Het is een kwade wind”, zegt de pater, “die ons deze muziek brengt. Als je de jongens van de parochie wilt vinden, moet je ze zoeken tussen de kermistentjes. En de ouders zijn nog erger… Ze zijn als de drek van dit mengsel hier: als je er eenmaal je handen ingestoken hebt, raak je de stank niet meer kwijt, speciaal die ene dag van het jaar, als het San Rocco is…”